# Памятник князю Даниилу Московскому
Па́мятник кня́зю Дании́лу Моско́вскому — памятник в сквере Даниловской площади Москвы. Установлен в ознаменование 850-летия основания Москвы и в честь святого благоверного великого князя Даниила Александровича, основателя расположенного неподалёку Данилова ставропигиального мужского монастыря, монахом-схимником которого был сам великий князь. Установлен в 1997 году. Авторы — скульпторы А. Коровин, В. Мокроусов, архитектор Д. Соколов. Памятник располагается у развилки Люсиновской и Большой Серпуховской улиц близ станции метро «Тульская».
Даниил Московский почитается Русской православной церковью как первый московский князь, получивший в удел от своего отца — великого князя Александра Ярославича Невского — маленькое захудалое удельное княжество с небольшим градом Москвой; основатель первых московских монастырей — Даниловского и Богоявленского, действующих и поныне, и учредитель первой архимандритии. В настоящее время Данилов ставропигиальный мужской монастырь является резиденцией Патриарха Московского и всея Руси, а Патриарх Московский — его священноархимандритом. Кроме того, признаётся большой вклад святого князя в строительство и расширение великого Московского княжества.
Во времена кровопролитных междоусобиц князь проявил себя великим миролюбцем и миротворцем. Его исключительными стараниями в 1282 году под Дмитровом войска соперничающих между собой князей вместо жестокого кровопролития заключили мир.

## Описание памятника

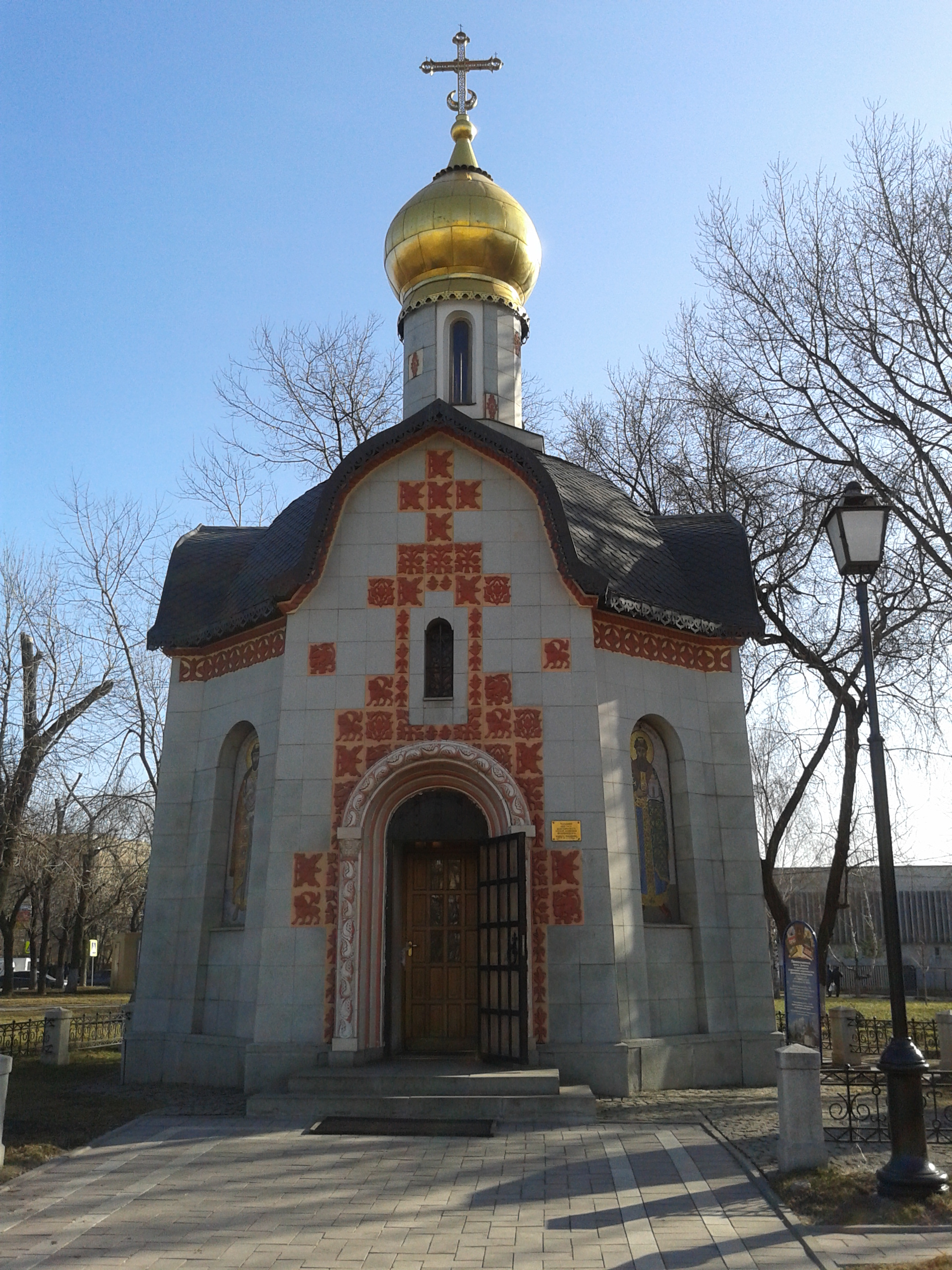
Часовня св. Даниила Московского

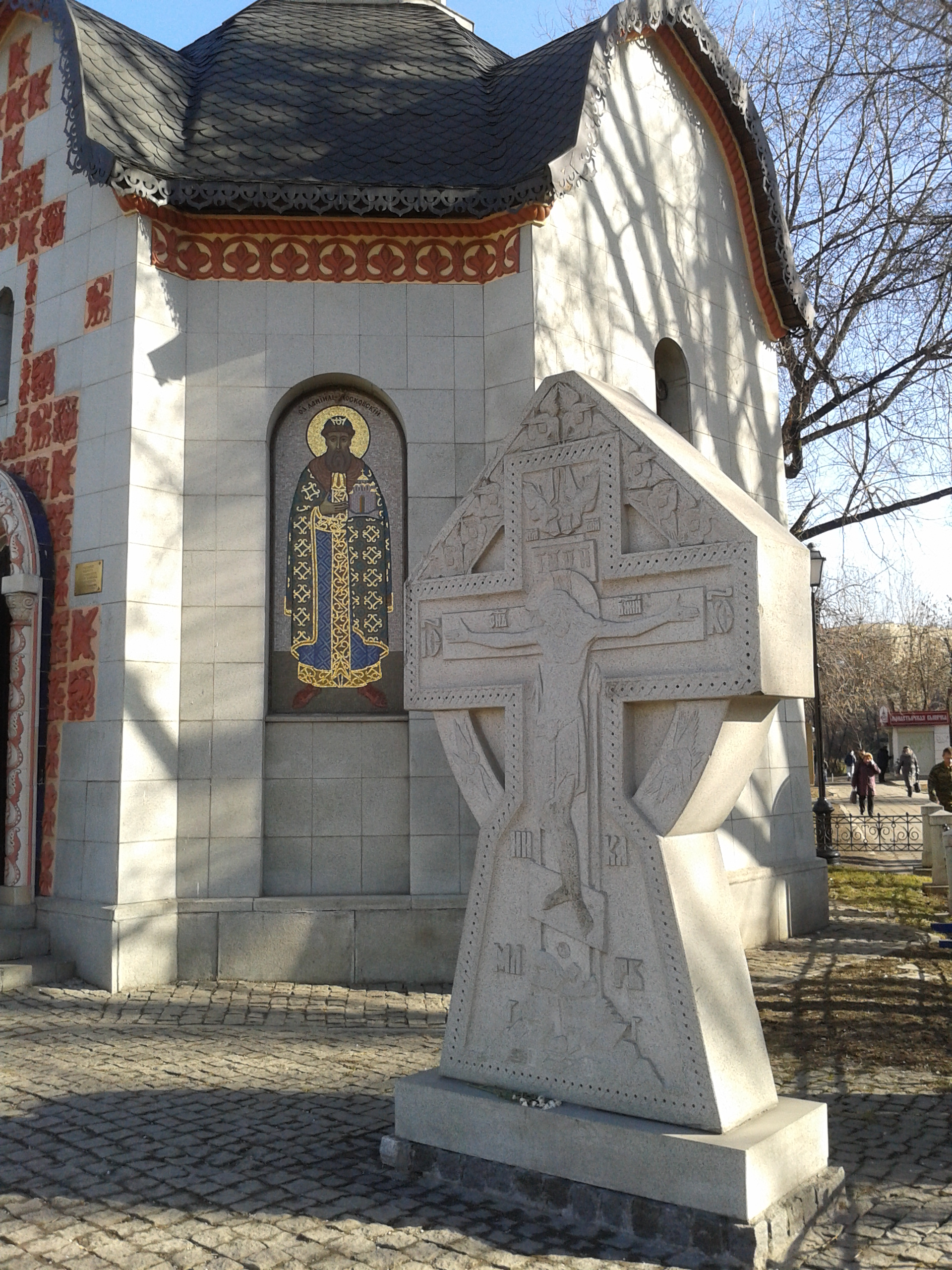
Памятный Крест у часовни св. Даниила Московского

Памятник представляет собой 10-метровую бронзовую скульптуру князя Даниила в полный рост, установленную на высоком гранитном цилиндрическом постаменте, украшенном орнаментами.
На памятнике Даниил Александрович изображён в богатых княжеских одеждах, держащий в левой руке храм, а в правой руке — меч. Храм в левой руке символизирует религиозность князя и его приверженность делам благотворения, благочестия и милосердия. Меч находится в ножнах, что символизирует княжеское миролюбие и миротворчество, использование князем силы оружия исключительно как метода политического давления на противников, а не кровопролитных междоусобных войн.
На постаменте находится барельеф с памятной надписью:
Святой Благоверный великий князь Даниил Московский 1261—1303.
Напротив монумента расположена вновь воссозданная часовня святого благоверного князя Даниила Московского с памятным Крестом, которая была снесена в советское время (1920). Часовня была освящена патриархом Московским и всея Руси Алексием II 17 марта 1998 года.

## Торжественное открытие
17 марта 1997 года патриарх Московский и всея Руси Алексий II освятил закладной камень на месте будущего памятника святому благоверному князю Даниилу Московскому на площади Серпуховской Заставы.
4 сентября 1997 года, в канун 850-летия основания Москвы, памятник был открыт мэром столицы Юрием Лужковым. Освятил памятник святому благоверному князю Даниилу Московскому патриарх Московский и всея Руси Алексий II.
9 сентября 2013 года был освящён и запущен возведённый вблизи памятника небольшой фонтан, имеющий в плане крестообразную форму. Фонтан изготовлен из редкой породы красного гранита. Работой фонтана управляет электронная система.